# Estniska evangelisk-lutherska kyrkan
Estniska evangelisk-lutherska kyrkan (estniska: Eesti Evangeelne Luterlik Kirik, förkortning EELK) är ett kristet trossamfund i Estland. Den har funnits sedan 1917, och är med i Lutherska världsförbundet och Borgågemenskapen. Under andra världskriget splittrades kyrkan i den exilestniska grenen, Eesti Evangeeliumi Luteriusu Kirik, och den inhemska organisation, Eesti Evangeelne Luterlik Kirik, som återbildades 1949 under Sovjetunionen. Sedan 2010 är även huvuddelen av de utlandsförsamlingar inom den estniska diasporan som grundades av kyrkans exilmedlemmar anslutna till EELK.
Inom kyrkan finns Svenska S:t Mikaelsförsamlingen i Tallinn som har sin verksamhet på svenska.

## Historia
Dagens Estland har en lång historia av kontakt med kristna kyrkor, men huvuddelen av esterna blev kristna först under 1200-talet i samband med Danmarks och Svärdsriddarordens erövring av det som kom att bli Danska Estland respektive Terra Mariana. Tre romersk-katolska stift etablerades: biskopsdömet Dorpat (Tartu) 1224, biskopsdömet Ösel-Wiek (Saaremaa och Läänemaa) 1228 och biskopsdömet Reval (Tallinn) 1229. Även i Wierland (Virumaa) fanns ett kortlivat biskopsdöme. Under slutet av den romersk-katolska epoken på 1400-talet hade Estland 94 församlingar med kyrkor och kapell samt 15 kloster.
Den lutherska reformationen inleddes 1524 i Estland och ledde till att man började predika på folkspråket estniska. Den första översättningen av Nya Testamentet inleddes under Svenska Estland och det översattes till sydestniska 1686, respektive 1715 för nordestniska, men den första fullständiga bibelöversättningen kom först 1739 under den ryska epoken.
Kyrkans organisation kom under Svenska Estland respektive Svenska Livland att influeras av Svenska kyrkan, och under Johannes Rudbeckius ledning omorganiserades 1627 kyrkan. Den lokala balttyska adeln och konsistorierna behöll ett betydande inflytande över tjänstetillsättningar.
Den evangelisk-lutherska kyrkan i Ryssland erkändes 1832 som kyrka för lutheranerna i Kejsardömet Ryssland, och omfattade då även nuvarande Baltikum med Estland, till skillnad från kyrkan i Storfurstendömet Finland och den evangelisk-augsburgska kyrkan i Kongresspolen som var självständiga evangelisk-lutherska kyrkor. Under ryska kejsardömet kom många lutheraner att uppmuntras att konvertera till den rysk-ortodoxa tron.
I samband med ryska revolutionen och freden i Brest-Litovsk kom nya nationella kyrkor att bildas i de nya självständiga staterna i Östeuropa, varav EELK:s föregångare Eesti Evangeeliumi Luteriusu Kirik var en. På den första kyrkodagen 1 maj 1917 bildades kyrkan som folkkyrka, genom att 127 lutherska församlingar med sammanlagt 920 000 medlemmar gick samman. Under det estniska frihetskriget 1918–1919 kom lutheraner att förföljas av Röda armén, och bland de dödade medlemmar av kyrkan som sedermera fick martyrstatus var prästerna Walther Paucker, Traugott Hahn och Carl Hesse.  Kyrkans första biskop blev Jakob Kukk, som vigdes till biskop i Tallinn av den svenska ärkebiskopen Nathan Söderblom 1921.
Kyrkans andlige ledare biskopen Johan Kõpp gick tillsammans med kyrkoledningen i exil 1944 i Sverige i samband med den sovjetiska ockupationen under andra världskriget. Därmed delades den estniska evangeliska kyrkan under sovjettiden i praktiken i exilorganisationen med huvudsäte i Kanada och den 1949 bildade kyrkan i Estniska SSR. Under Sovjetunionen förespråkades aktivt ateism av staten och religiösa organisationer motarbetades, så att medlemskapet i den lutherska kyrkan sjönk betydligt under denna tid. Först i samband med glasnost-politiken under Michail Gorbatjovs ämbetstid i slutet på 1980-talet kunde kyrkan börja verka mer ohindrat. 1967 tilläts kvinnliga präster att prästvigas på samma villkor som manliga, och den första kvinnliga prästen blev Laine Villenthal.
Efter Estlands självständighet kom den inhemska och den utländska kyrkan i exil att slutligen återförenas 2010, så att de församlingar inom exilkyrkan som återanslöt sig idag organisatoriskt utgör ett självständigt stift inom EELK.

## Ledning

### Ärkebiskopen
Kyrkans andlige ledare och primas är ärkebiskopen (estniska: peapiiskop) av Tallinn, med säte i Tallinns domkyrka. Nuvarande ärkebiskop är sedan 2015 Urmas Viilma.

#### Lista över ärkebiskopar

##### Eesti Evangeeliumi Luteriusu Kirik (1919–2010)
Eesti Evangeeliumi Luteriusu Kirik leddes undan mellankrigstiden av en titulär biskop. Större delen av kyrkoledningen gick i exil 1944 och kyrkan fortsatte då verka i utlandet fram till 2010.
Som Estlands biskop: 
- Jakob Kukk (1921–1933)
- Hugo Bernhard Rahamägi (1934–1939)
- Johan Kõpp (1939–1944)

Som ärkebiskopar:
- Johan Kõpp (1939–1944 Estlands biskop, efter 1944 i exil, 1957–1964 ärkebiskop i exil)
- Johannes Oskar Lauri, ärkebiskop i exil 1964–1971
- Konrad Veem, ärkebiskop i exil 1972–1990
- Udo Petersoo, ärkebiskop i utlandet 1990–2006
- Andres Taul, ärkebiskop i utlandet 2007–2010, efter 2010 biskop för utlandsstiftet inom Eesti Evangelne Luterik Kirik

##### Eesti Evangelne Luterik Kirik (1949–)
- Jaan Kiivit senior (1906-1971), ärkebiskop 1949-1967
- Alfred Tooming (1907-1977), ärkebiskop 1967-1977
- Edgar Hark (1908-1986), ärkebiskop 1978-1986
- Kuno Pajula, ärkebiskop 1987–1994
- Jaan Kiivit junior, ärkebiskop 1994–2005
- Andres Põder, ärkebiskop 2005–2014
- Urmas Viilma, ärkebiskop 2015–

### Biskopar
Övriga biskopar var 2019:
- Joel Luhamets, biskop för södra Estlands stift med säte i Tartu
- Tiit Salumäe, biskop för norra och västra Estlands stift med säte i Haapsalus domkyrka

Emeriterade biskopar deltar i viss grad inom kyrkans arbete. Dessa var 2019:
- Andres Põder, ärkebiskop av Tallinn 2005–2014
- Einar Soone, biskop emeritus
- Andres Taul, biskop emeritus för utlandsstiftet

### Valda organ

#### Kyrkomötet
Kyrkomötet är kyrkans högsta beslutande organ och består av kyrkans biskopar och högre tjänstemän ex officio, samt kontraktsprosten och tre valda representanter för varje kontrakt. Ledamöterna väljs på fyra år och sammankallas till möte av ärkebiskopen minst två gånger per år.

#### Konsistoriet

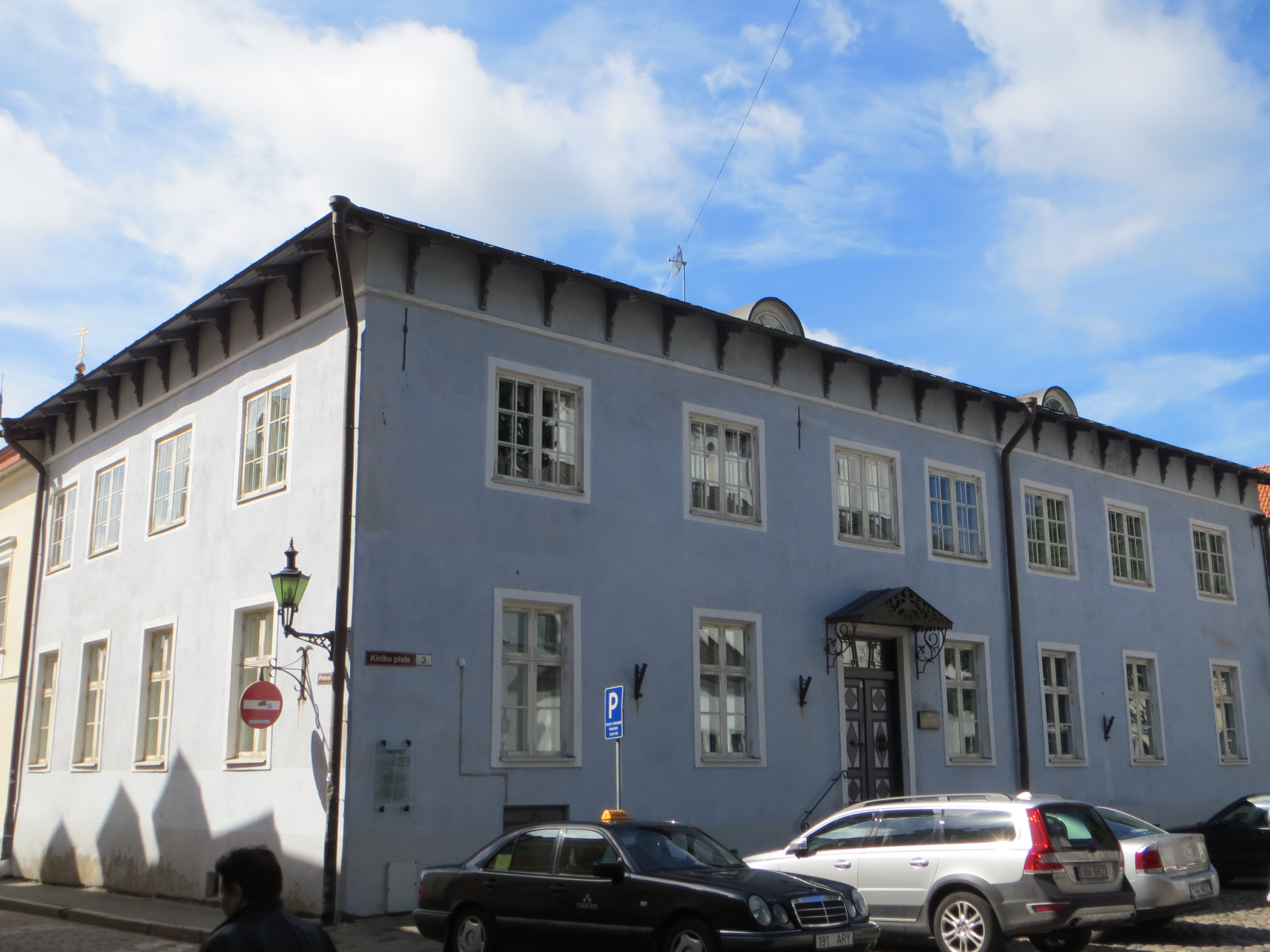
Konsistoriets 1600-talsbyggnad på Domberget.

Det högsta exekutiva organet är konsistoriet, som består av biskoparna samt kanslern och två till fyra assessorer med olika ansvarsområden som tillsammans ansvarar för kyrkans dagliga affärer. Kanslern och assessorerna väljs av kyrkomötet på fyra år. Konsistoriet har sitt säte i Biskopshuset på Domberget i Tallinn.

## Kontrakt

### I Estland
- Ida-Harju kontrakt
- Järva kontrakt
- Lääne kontrakt
- Lääne-Harju kontrakt
- Pärnu kontrakt
- Saarte kontrakt
- Tallinns kontrakt
- Tartu kontrakt
- Valga kontrakt
- Viljandi kontrakt
- Viru kontrakt
- Võru kontrakt

### I utlandet
- Kanadas kontrakt
- Sveriges kontrakt
- Chicagos kontrakt, USA
- USA:s första kontrakt, USA

## Teologiska och politiska ståndpunkter
Kyrkan tillhör de evangelisk-lutherska kyrkorna och har i ett internationellt sammanhang både konservativa och liberala medlemmar. Kyrkan viger sedan 1967 kvinnliga präster, till skillnad från de mer konservativa evangelisk-lutherska kyrkorna i Lettland och Litauen. Ärkebiskop Urmas Viilma har också i en intervju sagt att man stöder kvinnliga präster och "kommer att fortsätta att göra det".
Kyrkan definierar äktenskap som mellan en man och en kvinna och tillåter därmed inte homosexuella par att ingå äktenskap. Ärkebiskopen har dock öppnat för att diskussionen kan tas upp av kyrkan i den händelse att samkönade äktenskap legaliseras i Estland, men sade samtidigt att kyrkan tolkar Bibeln som att homosexualitet är syndigt, även om alla är lika i Guds ögon och välkomna i kyrkan. Homosexuella medlemmar tillåts endast prästvigas om de samtidigt lever i celibat.

## Bilder

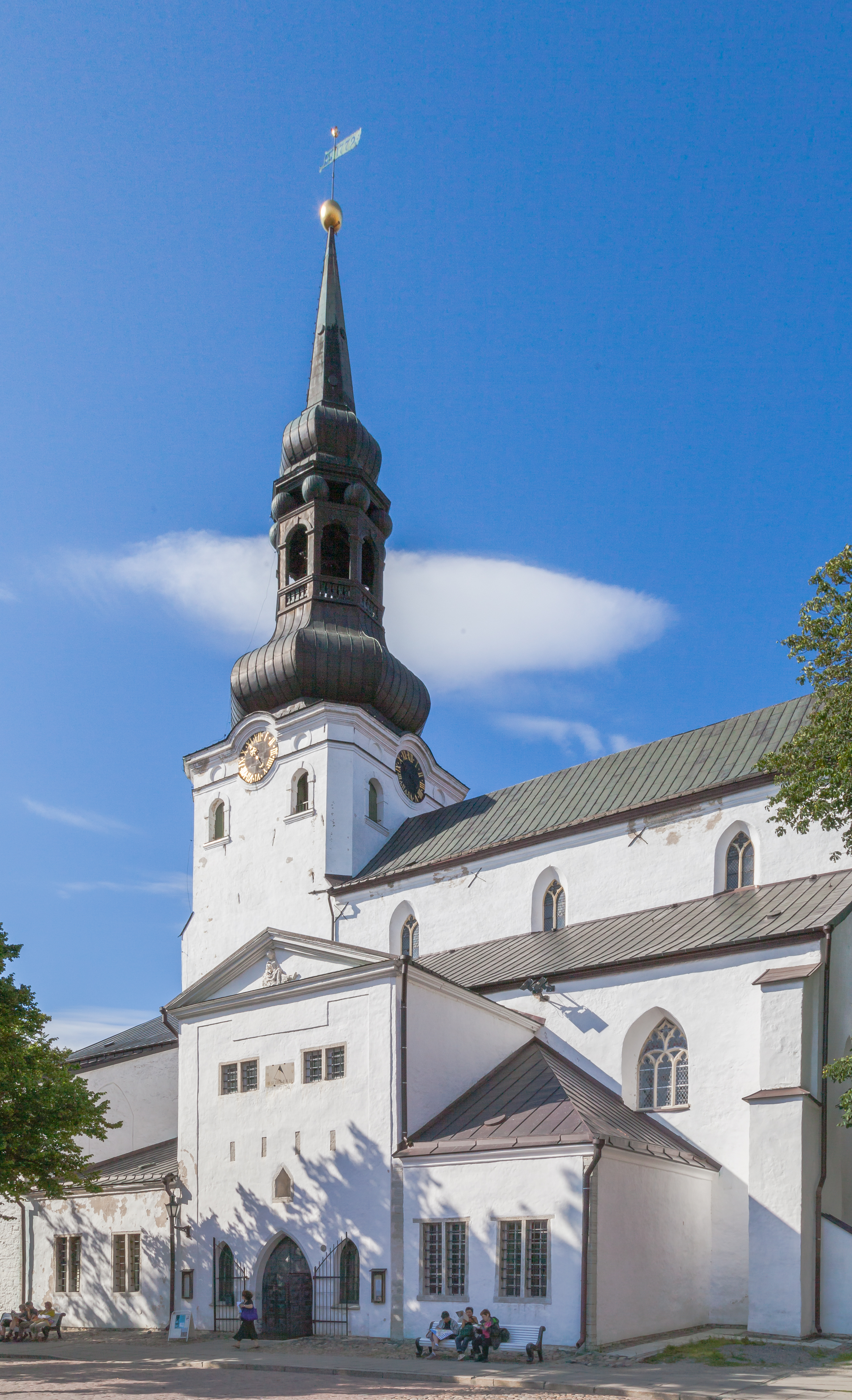
Tallinns domkyrka.
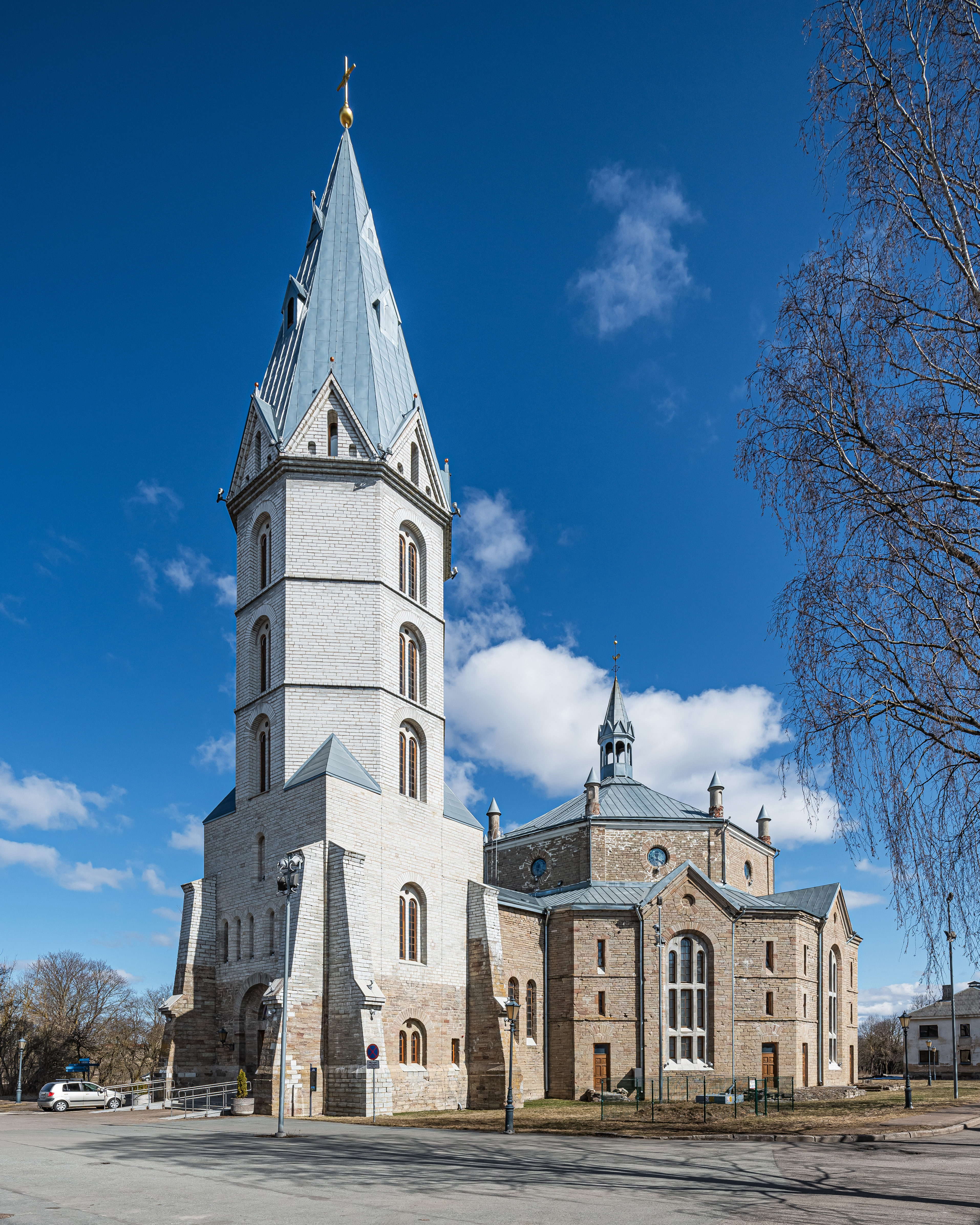
Alexanderkatedralen, Narva.
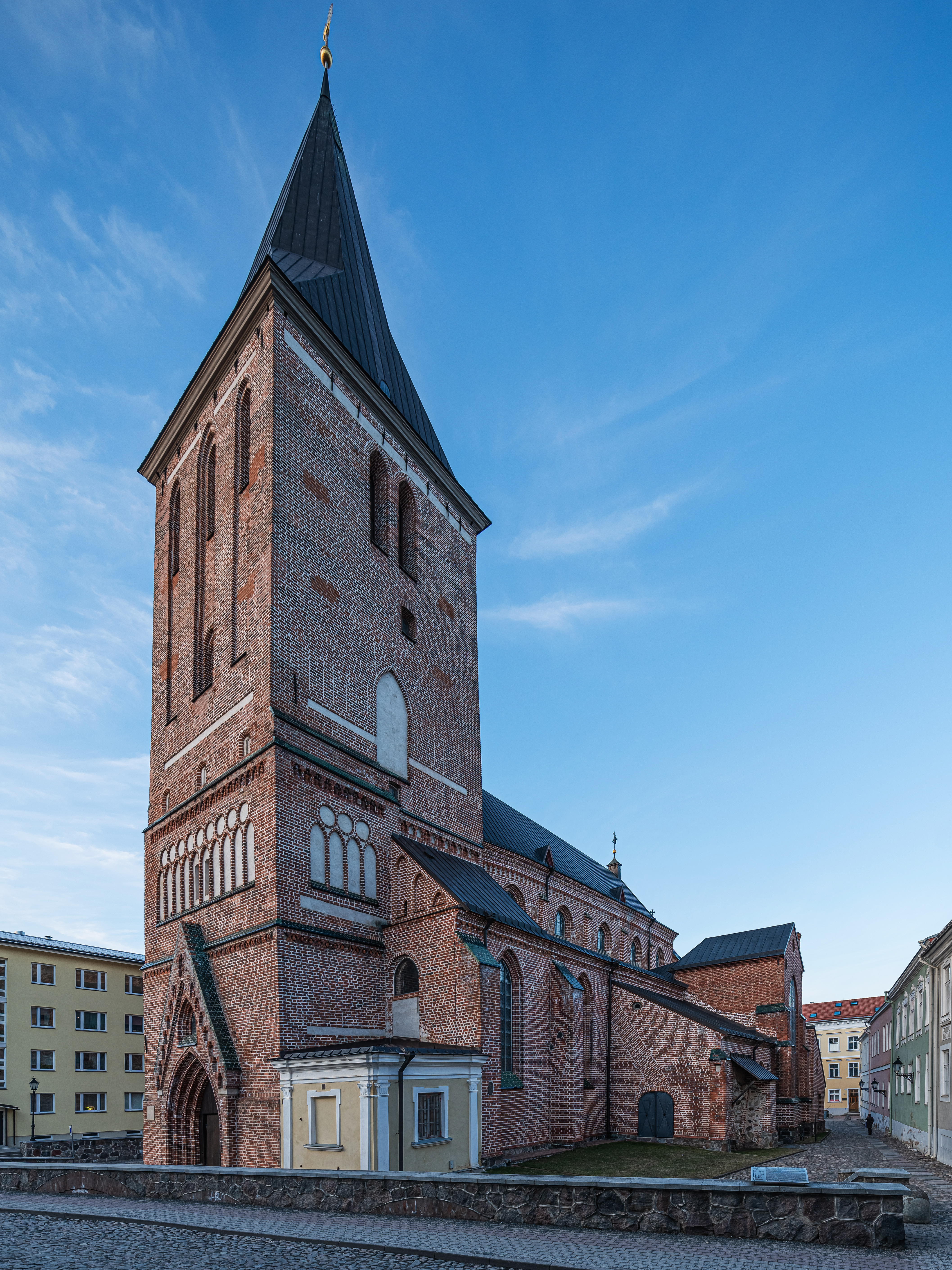
Sankt Johannes kyrka, Tartu.
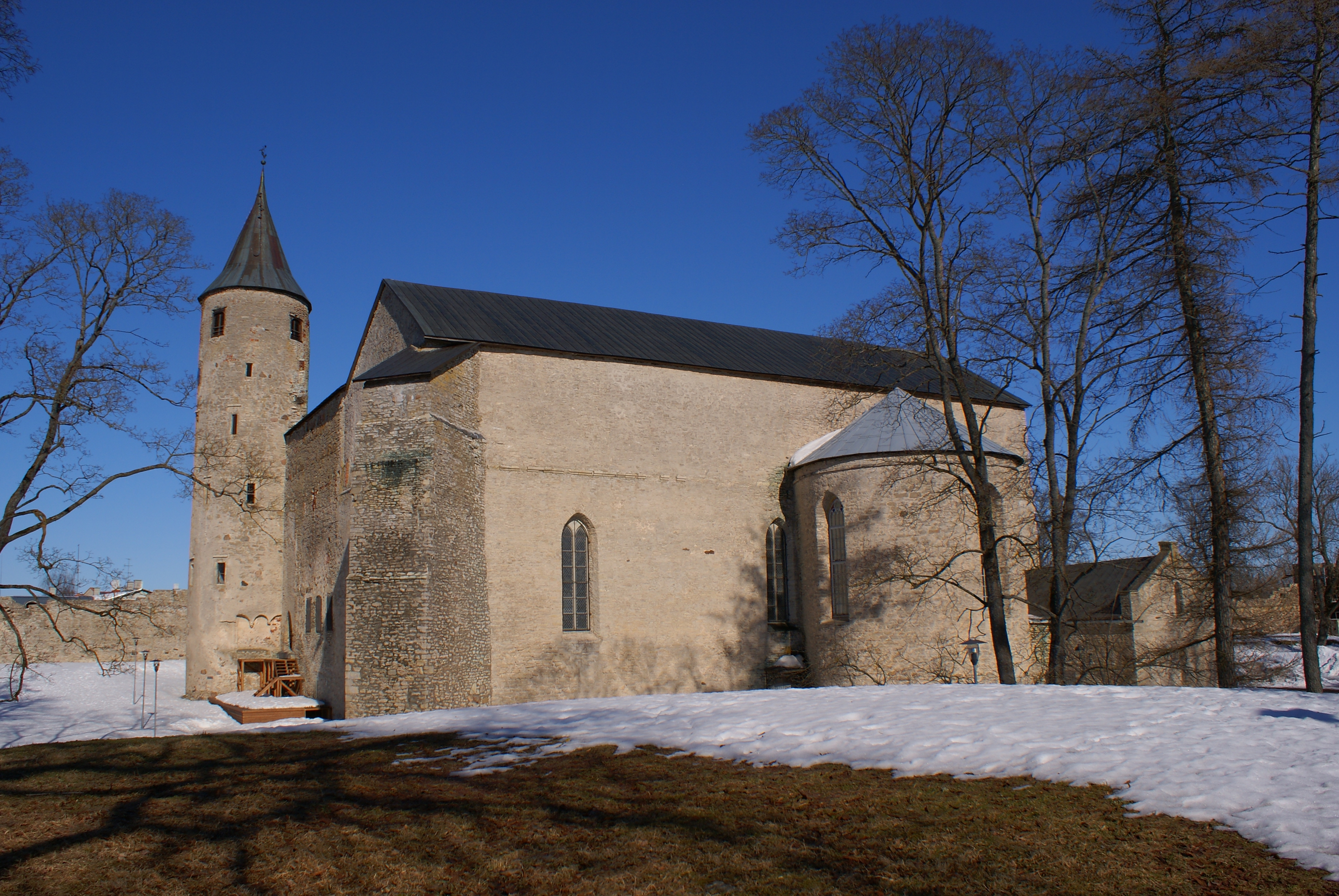
Domkyrkan i Hapsal.